# Žiga Pavlin
Žiga Pavlin (ur. 30 kwietnia 1985 w Kranju) – słoweński hokeista grający na pozycji obrońcy.

## Kariera klubowa

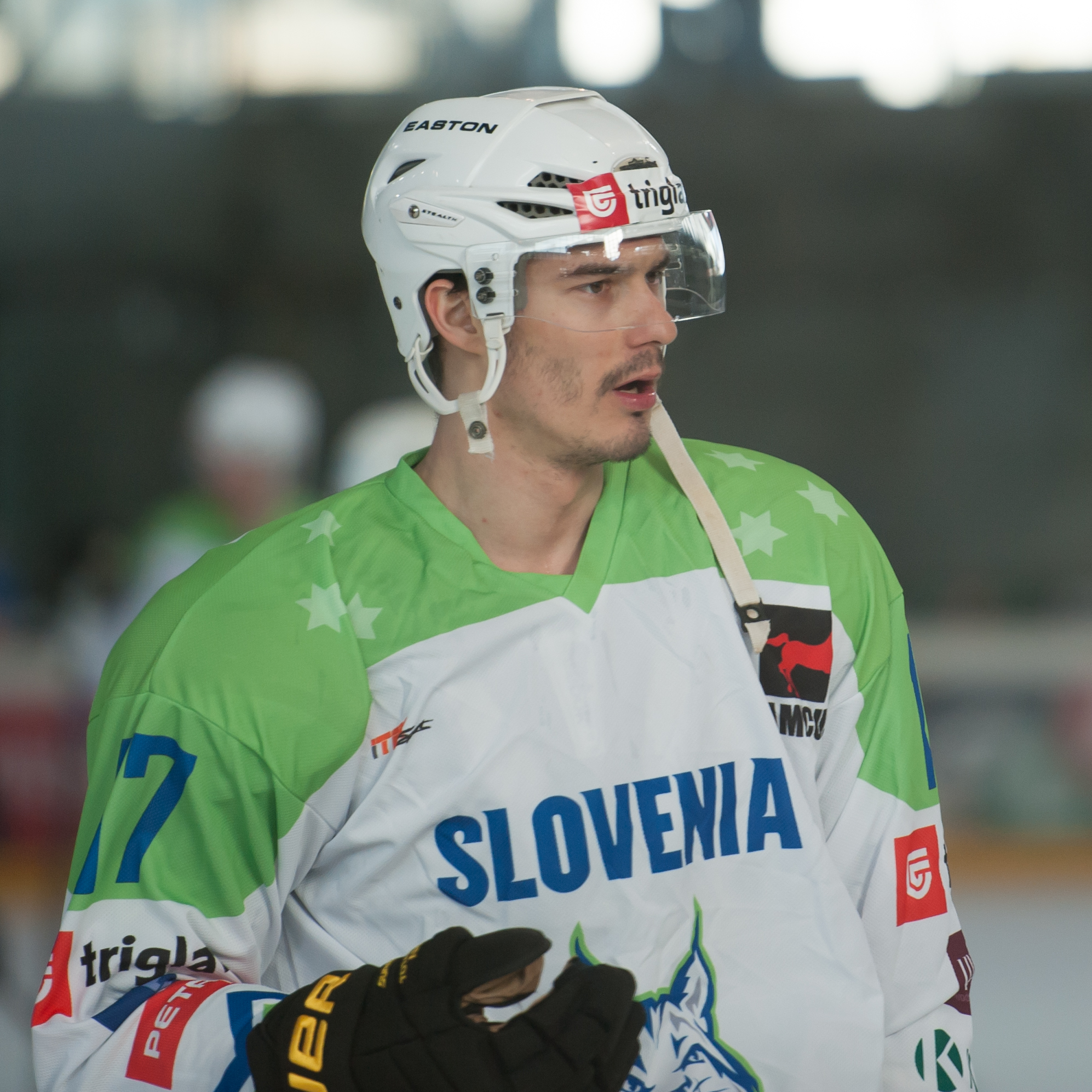
Žiga Pavlin

Žiga Pavlin rozpoczął swą karierę w 2000 roku w klubie HK Kranjska Gora, w którym wystąpił 1 raz. W sezonie 2001/2002 grał w HK Bled, gdzie wystąpił 10 razy. W latach 2002–2006 przeniósł się do HK Triglav, wystąpił w 93 meczach i strzelił 11 goli. Następnie przeniósł się  na 2 lata do klubu HK Olimpija Lublana, gdzie wystąpił 118 razy i strzelił 18 goli. W 2010 roku występując we włoskim klubie Ritten Renon zdobył puchar Włoch, w klubie zagrał 39 meczów, w trakcie których strzelił 3 bramki. W sezonie 2010/2011 powrócił do HK Olimpija Lublana dla, którego wystąpił 53 razy i strzelił 9 goli. W latach 2011–2012 grając dla klubu IF Troja-Ljungby, w 89 meczach strzelił 13 bramek. W końcówce sezonu zagrał 10 razy dla Rögle BK. W sezonie 2012/2013 z powrotem wystąpił w barwach IF Troja-Ljungby, gdzie wystąpił 47 razy i strzelił 4 gole. W latach 2014–2019 grał dla szwedzkiego klubu AIK Ishockey, w którym w 18 meczach strzelił 1 bramkę. W sezonie 2019/2020 zaczął grać w klubie HC Košice, gdzie w wystąpił 70 razy i strzelił 7 goli.
| Rok       | Klub                | Ilość wystąpień | Gole |
| --------- | ------------------- | --------------- | ---- |
| 2000      | HK Kranjska Gora    | 1               | 0    |
| 2001      | HK Bled             | 10              | 0    |
| 2002–2006 | HK Triglav          | 93              | 11   |
| 2006–2008 | HK Olimpija Lublana | 118             | 18   |
| 2009      | Ritten Renon        | 39              | 3    |
| 2010      | HK Olimpija Lublana | 53              | 9    |
| 2011–2012 | IF Troja-Ljungby    | 89              | 13   |
| 2012      | Rögle BK            | 10              | 0    |
| 2013      | IF Troja-Ljungby    | 47              | 4    |
| 2014–2019 | AIK Ishockey        | 18              | 1    |
| 2019–2020 | HC Košice           | 70              | 7    |

## Sukcesy
- Puchar Włoch: 2010